# Reino de Imerina
El Reino de Imerina o Reino de Merina (ca. 1540-1897) fue un estado africano precolonial que dominó gran parte de la isla de Madagascar. Toma su nombre de Imerina, el nombre dado a las tierras centrales, pobladas principalmente por clanes del grupo merina, cuya capital espiritual era Ambohimanga, teniendo como capital política a Antananarivo. Los reyes y reinas de Merina que gobernaron Madagascar en el siglo XIX eran descendientes de una larga dinastía real, la Dinastía Hova.

## Historia

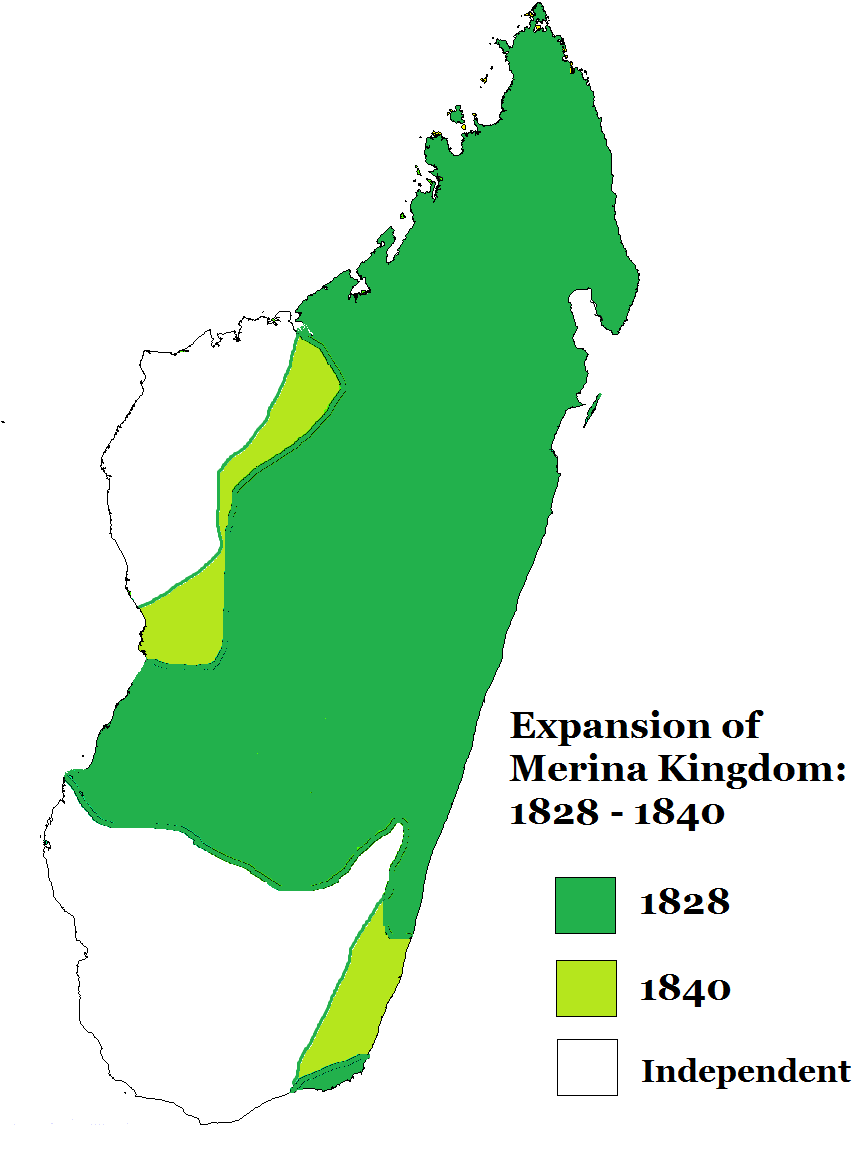
Expansión del Reino de Merina bajo Ranavalona I, 1828-1840.

Uno de los grupos merina, dentro de la cultura malgache, el grupo sakalava de la costa oeste estableció un próspero reino basado en el comercio marítimo con los barcos comerciales europeos y árabes a finales del siglo XVI. De acuerdo con la tradición oral, la región de Imerina ("tierra vista a lo lejos") anteriormente estaba habitada por el pueblo vazimba.
La vida política de la isla a lo largo del siglo XVI se caracterizó por conflictos esporádicos entre los reinos de Merina y de Sakalava. El rey Andriamasinavalona fragmentó y repartió el reino entre sus cuatro hijos, lo que posteriormente dio lugar a enfrentamientos entre ellos.  

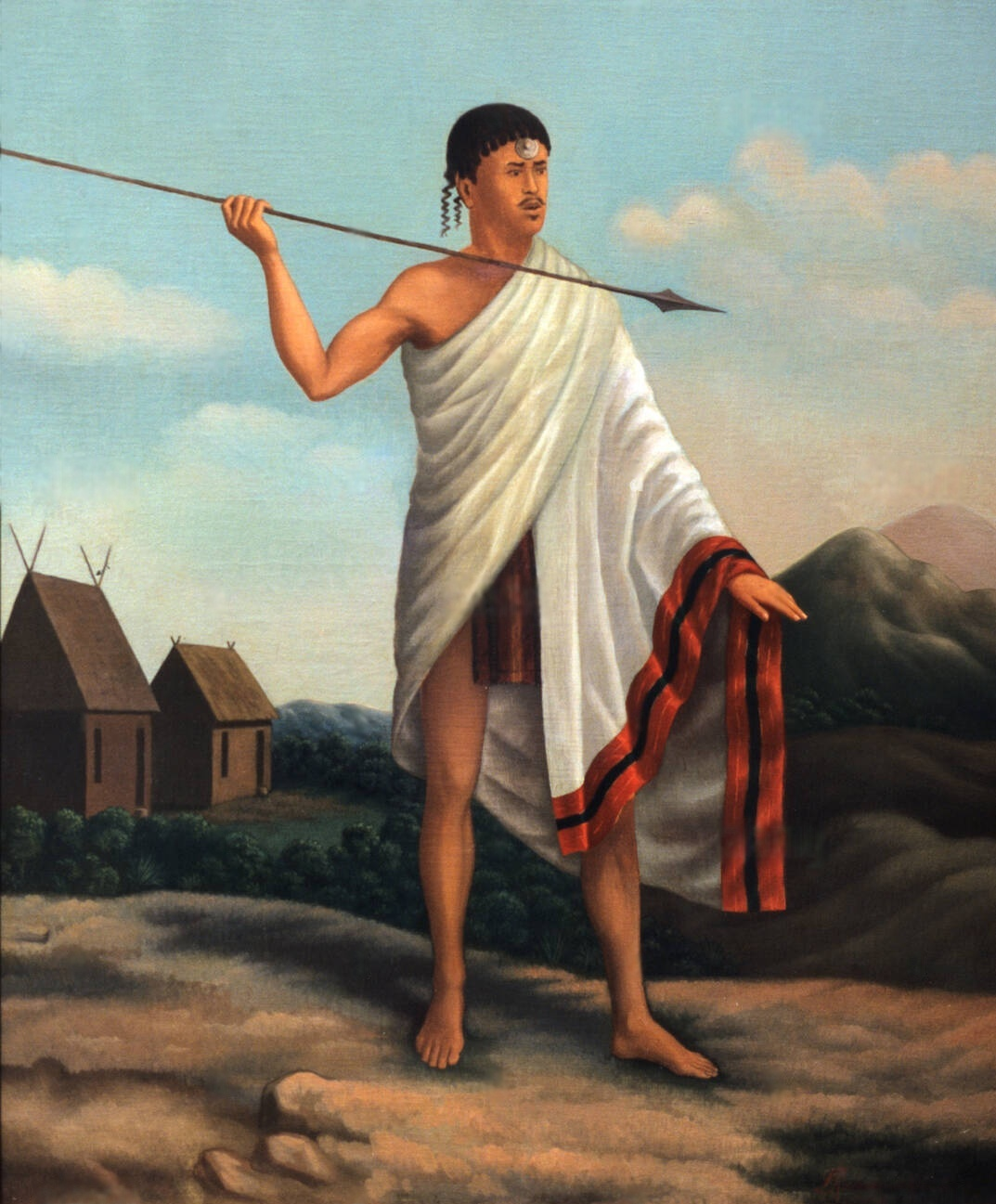
Rey Andrianampoinimerina (ca. 1787–1810).

Fue en este contexto en el que, en 1787, el príncipe Ramboasalama, sobrino del rey Andrianjafy (1770–1787), rey de Avaradrano (en el norte de Imerina, uno de los cuatro reinos que componían Imerina), derrocó a su tío materno, tomando el poder bajo el nombre de Andrianampoinimerina. El nuevo rey tuvo como objetivo reunificar el reino y expandirse por Madagascar, lo que fue conseguido bajo el reinado de su hijo Radama I, quien se abrió a las relaciones internacionales con los misioneros y diplomáticos europeos.
El reinado de 33 años de la reina Ranavalona I, viuda de Radama I, se caracterizó por el intento de preservar el aislamiento cultural del país y evitar la influencia extranjera. En algún momento después de 1832 el Reino de Boina fue ocupado por Imerina. El hijo de Ranavalona I, Radama II, firmó un tratado con Lambert Charter concediendo derechos exclusivos a Joseph-François Lambert para el comercio de los recursos de la isla. Su política dio lugar a una revuelta por parte de la aristocracia, lo que llevó al primer ministro, Rainivoninahitriniony, a dar un golpe de Estado contra el monarca, tras lo que fue puesta en el trono Rasoherina, viuda del rey. Rainivoninahitriniony fue sustituido como primer ministro por su hermano, Rainilaiarivony. El siguiente representante real, la reina Ranavalona II, convirtió el país al cristianismo e hizo que todos los sampy (talismanes ancestrales de la realeza) fueran quemados en público. La última monarca, Ranavalona III, llegó al trono a los 22 años de edad, y se exilió a la isla de Reunión y posteriormente a Argelia tras la colonización francesa de la isla en 1896.

## Reyes de Madagascar
- Andrianampoinimerina (1787-1810).
- Radama I (1810-1828).
- Ranavalona I (1828-1861).
- Radama II (1861-1863).
- Rasoherina (1863-1868).
- Ranavalona II (1868-1883).
- Ranavalona III (1883-1897).